# TOY BOX (加藤和樹のアルバム)
『TOY BOX』（トイ・ボックス）は、加藤和樹の2枚目のミニ・アルバムである。

## 概要
- TYPE-A（CD+DVD）盤・TYPE-A（CD+DVD）盤・CD ONLY盤の3種類がある。DVDにはTYPE-Aには『あいことば』のMV、TYPE-Bには特典映像が収録されている。
- 初回封入特典として、生写真3種の内1枚が同封されている。
- アーティストデビュー7周年記念第2弾作品として（第1弾はシングル「軌跡」）、デビュー時より共に加藤和樹サウンドを作ってきた大島賢治（ex.ハイロウズ）、吉田トオル、田中明仁（ex.ザ・ベイビースターズ）、日田一聡といった面々をクリエーター陣に迎え、加藤自身の作詞作曲を含む楽曲を収録。[1]

## 収録曲
1. LADY GO!!
作詞/作曲：田中明仁　編曲：大山徹也
2. G線上のマリア
作詞：調先人　作曲/編曲：大島賢治
3. セイテンノヘキレキ
作詞/作曲：加藤和樹　編曲：吉田トオル
4. Dear my friend
作詞：加藤和樹　作曲/編曲：吉田トオル
5. Memories　※CD ONLY盤にのみ収録
作詞：加藤和樹　作曲：日田一聡　編曲：井上日徳
6. あいことば
作詞/作曲：加藤和樹　編曲：吉田トオル
※日本テレビ『ポシュレD深夜店』2013年11月度オープニングテーマ